# Sainte-Lucie-de-Tallano
Sainte-Lucie-de-Tallano település Franciaországban, Corse-du-Sud megyében. Lakosainak száma 382 fő (2022. január 1.). Sainte-Lucie-de-Tallano Altagène, Cargiaca, Foce, Granace, Levie, Loreto-di-Tallano, Mela, Olmiccia, Zoza és Arbellara községekkel határos.

## Népesség
A település népessége az elmúlt években az alábbi módon változott:
| Lakosok száma | 626  | 362  | 424  | 320  | 444  | 444  | 424  | 383  | 381  | 382  |
|               | 1968 | 1982 | 1990 | 2006 | 2013 | 2015 | 2017 | 2019 | 2020 | 2022 |